# Damián Szifrón
Damián Szifron (Ramos Mejía, 9 luglio 1975) è un regista e sceneggiatore argentino.

## Biografia
Nato in Ramos Mejía, una città della Grande Buenos Aires, è autore e regista sia per la televisione che per il cinema. Nel 1998 dirige il suo primo film. Si fa conoscere ed apprezzare nel 2002 come autore della serie Los simuladores. Nel 2003 scrive e dirige il film El fondo del mare, un thriller interpretato da Daniel Hendler, Gustavo Garzón e Dolores Fonzi. Nel 2005 è la volta di Tiempo de valientes, che riscuote il favore della critica vincendo diversi premi e ricevendo nove nomination agli Argentinean Film Critics Association Awards.
Dal 2006 dirige e/o scrive diversi episodi della serie Hermanos & detectives. 
Nel 2014 partecipa in concorso al Festival di Cannes con Storie pazzesche. Con questo film ottiene la sua prima nomination agli Oscar 2015 nella categoria di miglior film straniero.

## Filmografia
Cinema
- El fondo del mar (2003)
- Tiempo de valientes (2005)
- Storie pazzesche (2014)
- To Catch a Killer - l'uomo che odiava tutti (2023)

Televisione
- Los simuladores (2002-2003)
- Hermanos & Detectives (2006)